# William Upham

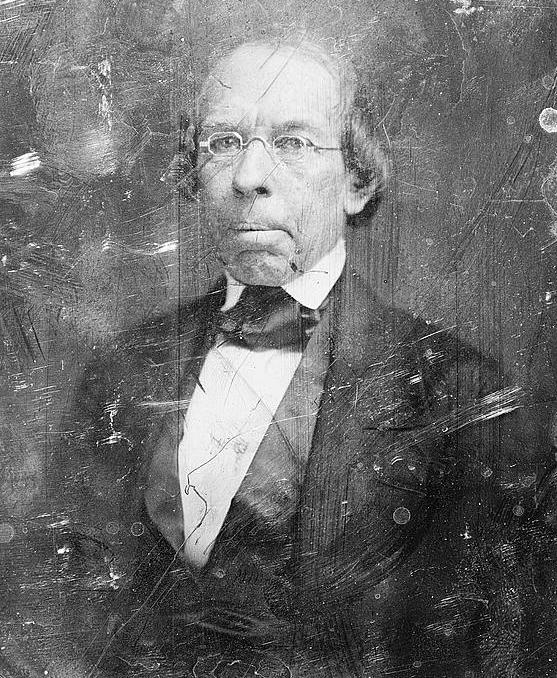
William Upham

William Upham (* 5. August 1792 in Leicester, Worcester County, Massachusetts; † 14. Januar 1853 in Washington D.C.) war ein US-amerikanischer Politiker (Whig Party), der den Bundesstaat Vermont im US-Senat vertrat.
William Upham wurde in Massachusetts geboren und zog mit seinem Vater im Jahr 1802 nach Montpelier in Vermont. Er besuchte die Bezirksschulen sowie eine örtliche Privatschule und wurde auch zuhause unterrichtet. Bei einem Unfall in einer Mostmühle verlor er eine Hand, als er noch ein Junge war. Nach einem Jura-Studium wurde er in die Anwaltskammer aufgenommen und begann in Montpelier zu praktizieren. Viele junge Juristen studierten bei ihm, die später erfolgreiche Karrieren absolvierten, unter ihnen Peter T. Washburn, von 1869 bis 1870 Gouverneur von Vermont.
Zwischen 1827 und 1828 war Upham erstmals Abgeordneter im Repräsentantenhaus von Vermont; eine weitere Sitzungsperiode schloss sich dort 1830 an. Zwischenzeitlich war er 1829 Staatsanwalt im Washington County.
1842 wurde er für die Whigs in den US-Senat gewählt, in den er am 4. März 1843 einzog. Nach einer Wiederwahl verblieb er dort bis zu seinem Tod im Jahr 1853 in Washington. Er stand dem Landwirtschaftsausschuss (Committee on Agriculture) und dem Pensionsausschuss (Committee on Pensions) vor. In seiner Arbeit nahm der Kampf gegen die Sklaverei einen besonderen Platz ein. Er bezeichnete diese Institution als „Verbrechen gegen die Menschlichkeit“.